# Estado de Fock
Um estado de Fock, em mecânica quântica, é qualquer estado do espaço de Fock com um número bem definido de partículas em cada estado. O nome se deve a Vladimir Fock.
De acordo com a mecânica quântica, o número de partículas de um sistema quântico, num estado físico totalmente geral, não tem por que estar bem definido, sendo possível que, ao fazer-se um medida do número de partículas, se obtenham diferentes resultados. No entanto, em certos casos, o sistema pode ter um estado físico peculiar no qual o número de partículas esteja totalmente bem definido e os estados nos quais isto acontece são precisamente os estados de Fock.

## Explicação
Se nos limitamos, por simplicidade, a um sistema com um só tipo de partícula e um só modo, um estado de Fock representa-se por |n>, onde n é um valor inteiro. Isto significa que existem n quanta de excitação nesse modo. Assim, |0> corresponde ao estado fundamental (sem excitação), ou estado que representa o vazio quântico (isto é diferente de 0, que é o vector nulo que não é um estado possível do sistema por não ser um vector unitário - ver mais abaixo).
Os estados de Fock formam a forma mais conveniente de base do espaço de Fock. Estão definidos para seguir as seguintes relações em álgebra bosónica:
{\displaystyle a^{\dagger }|n\rangle ={\sqrt {n+1}}|n+1\rangle }
{\displaystyle a|n\rangle ={\sqrt {n}}|n-1\rangle \qquad \qquad (1)}
{\displaystyle |n\rangle ={1 \over {\sqrt {n!}}}(a^{\dagger })^{n}|0\rangle }
onde a (resp. a†) é o operador bosónico de aniquilação (resp. criação). Para uma álgebra fermiónica seguem-se relações similares.
O etiquetado dos estados de Fock mediante um número intero se justifica se introduzirmos o operador número de partículas definido como N = a†a. Se aplicamos este operador a um estado etiquetado como n que satisfaça as relações (1) pode-se comprovar que:
{\displaystyle a^{\dagger }a|n\rangle =a^{\dagger }(a|n\rangle )=a^{\dagger }({\sqrt {n}}|n-1\rangle )={\sqrt {n}}a^{\dagger }|n-1\rangle ={\sqrt {n}}{\sqrt {(n-1)+1}}|n\rangle =n|n\rangle }
Isto permite comprovar que <a†a>=n, de facto os estados de Fock são autovectores do operador número de partículas e, por tanto, Var(a†a)=0. Isto implica que a medida do número de partículas N = a†a num estado de Fock sempre resulta num valor definido, sem flutuações.